# Le Jardinier (téléfilm, 1973)
Pour les articles homonymes, voir Le Jardinier.
Pour plus de détails, voir Fiche technique et Distribution.
Le Jardinier est un téléfilm français réalisé par Antoine-Léonard Maestrati et diffusé en 1973.

## Fiche technique
- Titre original : Le Jardinier
- Réalisateur : Antoine-Léonard Maestrati
- Scénariste : François Possot
- Décors : Jean-Louis Crozet, en partie au studio des Buttes Chaumont et studios de Francoeur et maquettes.
- Société de production : FR3 Lille
- Pays d'origine : France
- Date de diffusion : 25 décembre 1973 sur FR3

## Distribution
- Pierre Fresnay : Sébastien
- Paul Crauchet : Mathias
- Gérard Lorin : Le garde
- Claude Richard : Abel
- Teddy Bilis : Ferdinand
- Philippe Laudenbach : Le responsable de la mairie
- Guy Marly : Le premier adjoint
- Villerouge-Orsini : Le patron du café
- Maurice Lebe : Un clochard
- Paul Pavel : Un clochard
- Jean Lepage : Le promeneur
- Jean-Louis Tristan : Le responsable du parking
- Raymond Danjou : Le chef d'équipe d'entretien
- André Faure : L'administrateur du parking
- Jean-Pierre Rambal : Le second adjoint
- Alain Léonard : Un veilleur de nuit
- Aristide : Un veilleur de nuit
- Émile Riandreys : Le guichetier
- Alain Borderieux :  Le client du Café